# Band-e-Amir-Seen
Die Band-e-Amir-Seenkette (von persisch بند امیر, DMG Band-e Amīr, ‚Stausee des Befehlshabers‘) liegt in der Provinz Bamiyan am Hindukusch in Afghanistan und besteht aus sechs Seen, die ähnlich den Plitvicer Seen durch natürlich entstandene Travertindämme aufgestaut sind. Seit 2009 sind sie als erster Nationalpark Afghanistans ausgewiesen.
Die Travertindämme entstanden dort, wo das Wasser in Schluchten über eine Geländestufe fiel oder anderweitig verwirbelt wurde und sich so die Druck- und Temperaturverhältnisse des Flusses änderten. Dies führte zur Ausfällung von im Wasser gelöstem Calciumcarbonat. Organismen wie Kolonien von Cyanobakterien und Chlorophyta, Moose und Algen spielen eine Rolle, den Kalk festzuhalten, so dass er sich als Travertin ablagerte und die Dämme bildete.
Die Täler waren im Quartär mindestens zweimal vergletschert, die Dämme entstanden jeweils in den Warmzeiten.

## Die Seen
Die einzelnen Seen mit ihren dazugehörigen Travertindämmen haben folgende Namen:
- Band-e Haibat (persisch بند هیبت "Bande Heibat" großer See oder furchterregender Damm). Heibat ist Entlehnung aus dem arabischen Wort Haiba (هيبة haiba), und bedeutet in Zusammenhang mit Religionen insgesamt Liebe, Würde, Größe, Ehrfurcht, Würde, Respekt, Achtung, Furcht.[4]
- Band-e Zulficar (See/Damm des Schwertes nach Epitheton des doppelschneidigen Schwertes Alis)
- Band-e Qanbar (See/Damm des Qanbar[5])
- Band-e Panir (See/Damm des Käses)
- Band-e Gholaman (See/Damm der Kinder bzw. Pflegekinder)[6]
- Band-e Pudina (See/Damm der Minze)

Nicht zur eigentlichen Seenkette gehört der in unmittelbarer Nachbarschaft gelegene
- Kassa Band (Schüsselsee bzw. Kesselsee)

Ein ehemaliger achter See ist inzwischen ausgetrocknet.

## Sage von der Entstehung
Als Mohammed, der Stifter des Islam, 632 n. Chr. starb, riss sein Schwiegervater in Arabien die religiöse Macht an sich. Ali, der Vetter und Schwiegersohn des Propheten, den viele als einen wesentlich würdigeren Nachfolger ansahen, musste dagegen ins Exil. Die Spekulationen über Alis Verbleib führten zu folgender Legende: Mit seinem getreuen Diener Kambar erreichte Ali Afghanistan, bevor der Islam hier Fuß gefasst hatte. Im Tal von Band-e Amir wurden die beiden von einem bösen Fürsten überrascht, der sie gefangen nehmen wollte. Fluchend entkam Ali über einen Berg, von wo er einen Stein auf seine Verfolger hinabstieß. Der Fall dieses Steins löste einen Erdrutsch aus, der seinerseits den durchfließenden Fluss aufstaute und auf diese Weise zur Bildung eines Sees führte. Dieser See und der dazugehörige natürliche Damm erhielten den Namen Band-e Haibat. Mit seinem Schwert schlug Ali einen weiteren Felsbrocken los und schuf so den Band-e Zulficar. Auf einen Wink seines Herrn hin schuf Kambar den dritten See, indem er den Band-e Kambar aufschüttete. Sodann warf Ali mehrere Käselaibe, die ihm die Frauen der Gegend bereitet hatten, in den Fluss und schuf so den Band-e Panir. Sklaven, die Ali von der drückenden Herrschaft des Tyrannen erlöste, schufen den Band-e Gholaman. Die sechste und letzte Talsperre Band-e Pudina bildete sich, als Ali frisches Pfefferminzkraut in den Fluss warf.

## Nationalpark
Die Region ist eine wellige Hochebene auf etwa 3000 m, die vom Canyon der Seen eingeschnitten wird. Einige umgebende Berge reichen bis 3700 m. Im Gebiet um die Seen herrscht ein durch die Höhe besonders extremes Kontinentalklima. Von November bis März ist durchgehend Frost zu beobachten, die Vegetationsperiode von vier bis fünf Monaten beginnt mit dem Ende der Regenzeit im Mai. Die Niederschläge sind mit rund 300 mm/a gering und bestimmen die Steppenvegetation.
Die Ebene ist durch Steppenpflanzen geprägt, vor allem Artemisia und Dornpolster bestimmen das Bild. Sie sind durch die Beweidung mit Schafen und Ziegen geprägt.
Das Gestein der Region ist durch Kalksandsteine geprägt, deren Charakter von sandig-mergelig bis tonig reicht. Die Hochflächen der umliegenden Tafelberge sind Schichtkalke oder Kalk-Konglomerate. Die Böden stammen aus Verwitterung und weisen keine ausgeprägten Horizonte auf. An feuchten Stellen bildet sich Staunässe, hier können Wiesen mit entsprechenden humösen Böden entstehen. Wo die Feuchtwiesen austrocknen, sind Salzausblühungen sichtbar.
Im Umfeld der Seen leben Schraubenziege und Urial, die Fischfauna wird durch die Praxis des Dynamitfischens mit Handgranaten schwer belastet. Die Regierung erhofft sich von der im April 2009 erfolgten Ausweisung des Gebietes als Nationalpark einen Aufschwung des Tourismus.
Seit August 2023 ist der Besuch des Nationalparks für Frauen untersagt.